# Hotel Splendide (pel·lícula de 2000)
Hotel Splendide és una pel·lícula independent de comèdia negra britànica del 2000, escrita i dirigida per Terence Gross i protagonitzada per Toni Collette i Daniel Craig. La pel·lícula va aparèixer en diversos festivals de cinema britànics i europeus, però no es va estrenar als Estats Units, tot i que sí que va aparèixer a les xarxes de cable de canals de cinema independent.

## Argument
La pel·lícula explica la història de la família Blanche que regenta un complex sanitari fosc i lúgubre en una illa remota a la qual només s'hi pot accedir amb ferri. El programa de spa consisteix a alimentar els convidats amb àpats a base d'algues i anguiles, i després administrar uan neteja de colon liberal. L'spa està dirigit per la matriarca de la família, Dame Blanche, fins a la seva mort.
Les coses continuen amb els seus fills dirigint el complex fins que Kath, l'antiga xef del complex i l'interès amorós d'un dels fills, torna a l'illa sense anunciar-se. Encallada entre ferris mensuals, és una catalitzadora d'una sèrie d'esdeveniments que canvien la vida, tal com es coneix a l'Hotel Splendide.

## Repartiment
- Toni Collette com a Kath
- Daniel Craig com a Ronald Blanche
- Katrin Cartlidge com a Cora Blanche
- Stephen Tompkinson com a Dezmond Blanche
- Hugh O'Conor com a Stanley Smith
- Helen McCrory com a Lorna Bull
- Peter Vaughan com a Morton Blanche
- Joerg Stadler com a Sergei Gorgonov
- Clare Cathcart com Lorraine Bull
- John Boswall com a botons
- Nadine Leonard com a camerera
- Toby Jones com Kitchen Boy
- Dan Hildebrand com a cambrer
- Imogen Claire com a Edna Blanche

## Producció
La pel·lícula es va rodar parcialment a l'hotel Slieve Donard de Newcastle (Down).

## Recepció
Va participar en la secció oficial del XXXIII Festival Internacional de Cinema Fantàstic de Catalunya, on va guanyar el premi a la millor fotografia i el premi Ciutadà Kane al director revelació.